# Subdivisão de superfícies
Subdivisão de superfícies é uma técnica para modelagem tridimensional computacional, desenvolvida independentemente por duas equipas de investigadores (Edwin Catmull / Jim Clark e 
Daniel Doo / Malcolm Sabin ) em 1978. Surgiram como aperfeiçoamentos de técnicas mais limitadas como as curvas de Bézier e os B-splines.

Etapas sucessivas de uma subdivisão de Catmull-Clark
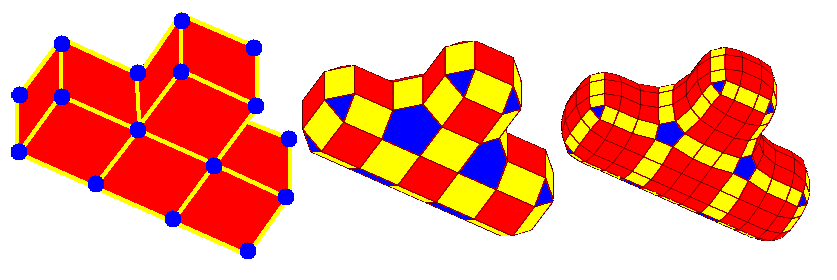
Etapas sucessivas de uma subdivisão de Doo-Sabin